# Drucuma apicata
Drucuma apicata — вид квітососових з підродини совок-п'ядунів. Представники поширені в Центральній Америці, переважно в Мексиці та Гватемалі.